# President Carlos P. Garcia
President Carlos P. Garcia is een gemeente in de Filipijnse provincie Bohol op het eiland Lapinig. Bij de census van 2015 telde de gemeente ruim 23 duizend inwoners.

## Geografie

### Bestuurlijke indeling
President Carlos P. Garcia is onderverdeeld in de volgende 23 barangays:
| - Aguining - Basiao - Baud - Bayog - Bogo - Bonbonon - Butan - Campamanog - Canmangao - Gaus - Kabangkalan - Lapinig | - Lipata - Poblacion - Popoo - Saguise - San Jose - San Vicente - Santo Rosario - Tilmobo - Tugas - Tugnao - Villa Milagrosa |

## Demografie
President Carlos P. Garcia had bij de census van 2015 een inwoneraantal van 23.356 mensen. Dit waren 69 mensen (0,3%) meer dan bij de vorige census van 2010. Ten opzichte van de census van 2000 was het aantal inwoners gegroeid met 2.612 mensen (12,6%). De gemiddelde jaarlijkse groei in die periode kwam daarmee uit op 0,78%, hetgeen lager was dan het landelijk jaarlijks gemiddelde over deze periode (1,84%).

De bevolkingsdichtheid van President Carlos P. Garcia was ten tijde van de laatste census, met 23.356 inwoners op 54,82 km², 426 mensen per km².